# Les Trois Mousquetaires (film, 1909)
 (juillet 2025).
Pour les articles homonymes, voir Les Trois Mousquetaires (homonymie).
Pour plus de détails, voir Fiche technique et Distribution.
Les Trois Mousquetaires (titre original : I tre moschettieri) est un film italien muet en noir et blanc réalisé par Mario Caserini et sorti en 1909.

## Fiche technique
- Titre original : I tre moschettieri
- Titre français : Les Trois Mousquetaires
- Réalisation : Mario Caserini
- Scénario : d'après le livre de Edward George Bulwer-Lytton
- Société de production : Cinès
- Pays d'origine :  Royaume d'Italie
- Format : noir et blanc - muet
- Genre : historique, aventure
- Date de sortie : mars 1909

## Distribution
- Maria Caserini
- Fanny Deslisles

## Autour du film
Le film eut un succès international considérable (50 copies vendues en Grande-Bretagne)